# Burn (dryck)

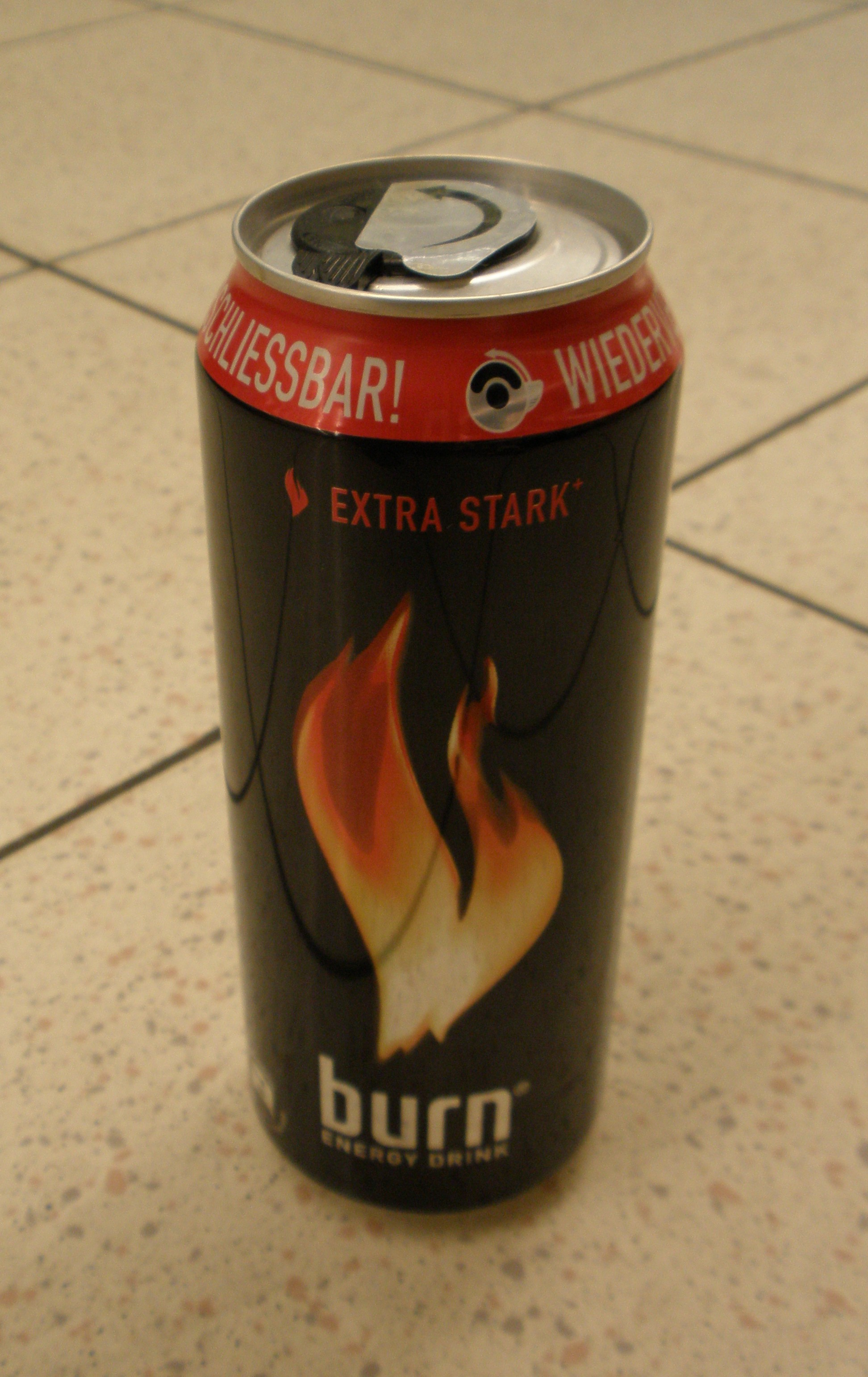
Burn Energi 500 ml

Burn är en energidryck som tillverkades av The Coca-Cola Company. Drycken innehåller bland annat koffein och guarana.
Energidrycken såldes i burkar med volymen 355ml, tidigare 250ml och 500ml (även 485ml förekommer, dock inte i Sverige). Varumärkets slogan är "Can you take the heat?".
Varianter som fanns i Sverige:
- Burn Original (355ml, tidigare 250ml och 500ml)
- Burn Lemon Ice (355ml, tidigare 250ml)
- Burn Zero (355ml, tidigare 250ml)
- Burn Apple Kiwi (355ml)
- Burn Passion Punch (355ml)

Tidigare varianter:
- Burn Juiced Energy, med 20% tropisk juice (500ml)
- Burn Juiced Energy, med 20% äppel- och bärjuice (500ml)
- Burn Blue Refresh, med blå agave (250ml och 500ml)

Drycken finns inte längre i det svenska sortimentet men går fortfarande att hitta i andra europeiska länder.